# Ikakogi
Ikakogi es un género de anfibios anuros neotropicales de la familia de las ranas de cristal (Centrolenidae). Las dos especies de este género son endémicas del norte de Colombia. Se considera un grupo aparte de ranas de cristal y no se incluye dentro de ninguna de las dos subfamilias: Centroleninae y Hyalinobatrachinae,

## Especies
Se reconocen las siguientes dos especies:
- Ikakogi ispacue Rada, Dias, Peréz-González, Anganoy-Criollo, Rueda-Solano, Pinto-E., Mejía Quintero, Vargas-Salinas & Grant, 2019 - Sierra Nevada de Santa Marta y Riohacha en el norte de Colombia.
- Ikakogi tayrona (Ruiz-Carranza & Lynch, 1991) - Sierra Nevada de Santa Marta, norte de Colombia.